# Universitetssjukhuset i Monterrey
Universitetssjukhuset i Monterrey eller Hospital Universitario José Eleuterio González, uppkallat efter dess grundare José Eleuterio González är ett akutsjukvårdssjukhus i Monterrey i Mexiko. Sjukhuset är beläget i stadsdelen Leones i stadens sydvästra delar och tillhör ett stort campusområde, med bland annat flera medicinska universitet, sportanläggningingar i anslutning till dessa, tandläkarkliniker med mera. Universitetssjukhuset har faciliteter för både slutenvård och öppenvård. Verksamheten tillhör Universidad Autónoma de Nuevo León, ofta förkortat UANL. Både universitetet och sjukhuset grundades av Eleuterio González år 1859 med namnet Hospital Civil, men byggnaderna har genomgått många namnbyten och verksamhetsförändringar genom åren.